# جائحة فيروس كورونا في كرواتيا
جائحة فيروس كورونا 2020 في كرواتيا (بالكرواتية: Pandemija koronavirusa u Hrvatskoj 2020) تم تسجيل الحالة الأولى في زغرب في 25 فبراير لمريض جاء من إيطاليا وأظهر اختبار إيجابي للفيروس، في نفس اليوم تأكدت حالة ثانية على علاقة بالحالة الأولى.
حتى 29 فبراير تم تأكيد سبع حالات، وفي 12 مارس تم الإبلاغ عن أولى الحالت المتعافية.
وقعت الجائحة في كرواتيا أثناء الرئاسة الكرواتية لمجلس الاتحاد الأوروبي.
بلغ مجموع الحالات المسجلة في 19 مارس 100 حالة، ليتجاوز يوم 21 مارس 200 حالة، ثم تضاعف في 25 مارس ليتجاوز 400 حالة.
في 22 مارس ضرب زلزال كبير (5.4 درجة على مقياس ريختر) العاصمة الكرواتية زغرب مما تسبب في مشاكل في تنفيذ تدابير التباعد الاجتماعي التي حددتها الحكومة. كان أقوى زلزال في زغرب منذ زلزال عام 1880.
بالنسبة للمواطنين، أنشأت الحكومة موقعًا على الويب koronavirus.hr لجميع المعلومات التي تهمهم، بالإضافة إلى خط هاتف جديد 113 يحتوي على متطوعين يجيبون على أسئلتهم.

## خلفية
في 12 يناير 2020، أكدت منظمة الصحة العالمية عن ظهور فيروس كورونا المستجد كسبب للمرض التنفسي الذي أصاب مجموعة من الأشخاص في مدينة ووهان، مقاطعة خوبي، الصين، إذ أُبلغ عنهم إلى منظمة الصحة العالمية في 31 ديسمبر 2019. كانت نسبة الوفيات بين الحالات المُشخصة بكوفيد-19 أقل بكثير من جائحة فيروس سارس في عام 2003، لكن انتقال العدوى كان أكبر، والوفيات أيضًا.